# All Things Must Pass (canção)
"All Things Must Pass" é uma canção do músico inglês George Harrison, lançada em novembro de 1970 como a faixa título de seu álbum triplo homônimo. Originalmente, Billy Preston havia lançado a canção – como "All Things (Must) Pass" – em seu álbum Encouraging Words (1970) pela Apple Records, depois que os Beatles rejeitaram sua inclusão no álbum Let It Be em janeiro de 1969. A composição reflete a influência do som e do estilo de composição comunitário do grupo The Band sobre Harrison, depois que ele havia passado um tempo com o grupo em Woodstock, no final de 1968, enquanto que o poema de Timothy Leary "All Things Pass", uma adaptação psicodélica do Tao Te Ching, forneceu inspiração para a letra da música.
O tema trata da natureza transitória da existência humana, e na leitura de All Things Must Pass, letra e melodia combinam-se para refletir impressões de otimismo contra o fatalismo. Na época do lançamento, junto com a capa de Barry Feinstein, comentadores viram a canção como uma declaração sobre a separação dos Beatles. Amplamente considerada uma das melhores composições de Harrison, a rejeição por sua antiga banda provocou comentário de biógrafos e resenhistas. O crítico musical Ian MacDonald descreveu "All Things Must Pass" como "a canção mais sábia nunca gravada pelos Beatles", enquanto o autor Simon Leng a considera "talvez a maior composição solo de um Beatle". A gravação foi co-produzida por Phil Spector em Londres; ela traz um arranjo orquestral de John Barham e contribuições de músicos como Ringo Starr, Pete Drake, Bobby Whitlock, Eric Clapton e Klaus Voormann.
Embora os Beatles não houvessem, formalmente, gravado a música, uma fita demo solo de 1969 gravada por Harrison aparece na compilação Anthology 3 (1996). Uma versão inicial retirada das sessões de All Things Must Pass foi lançada na compilação póstuma Early Takes: Volume 1 in 2012. Paul McCartney tocou "All Things Must Pass" no tributo Concert for George em novembro de 2002, um ano após a morte de Harrison. Jim James, the Waterboys, Sloan Wainwright e, ainda, Klaus Voormann e Yusuf Islam estão entre os outros artistas que gravaram covers da canção.

## Antecedentes

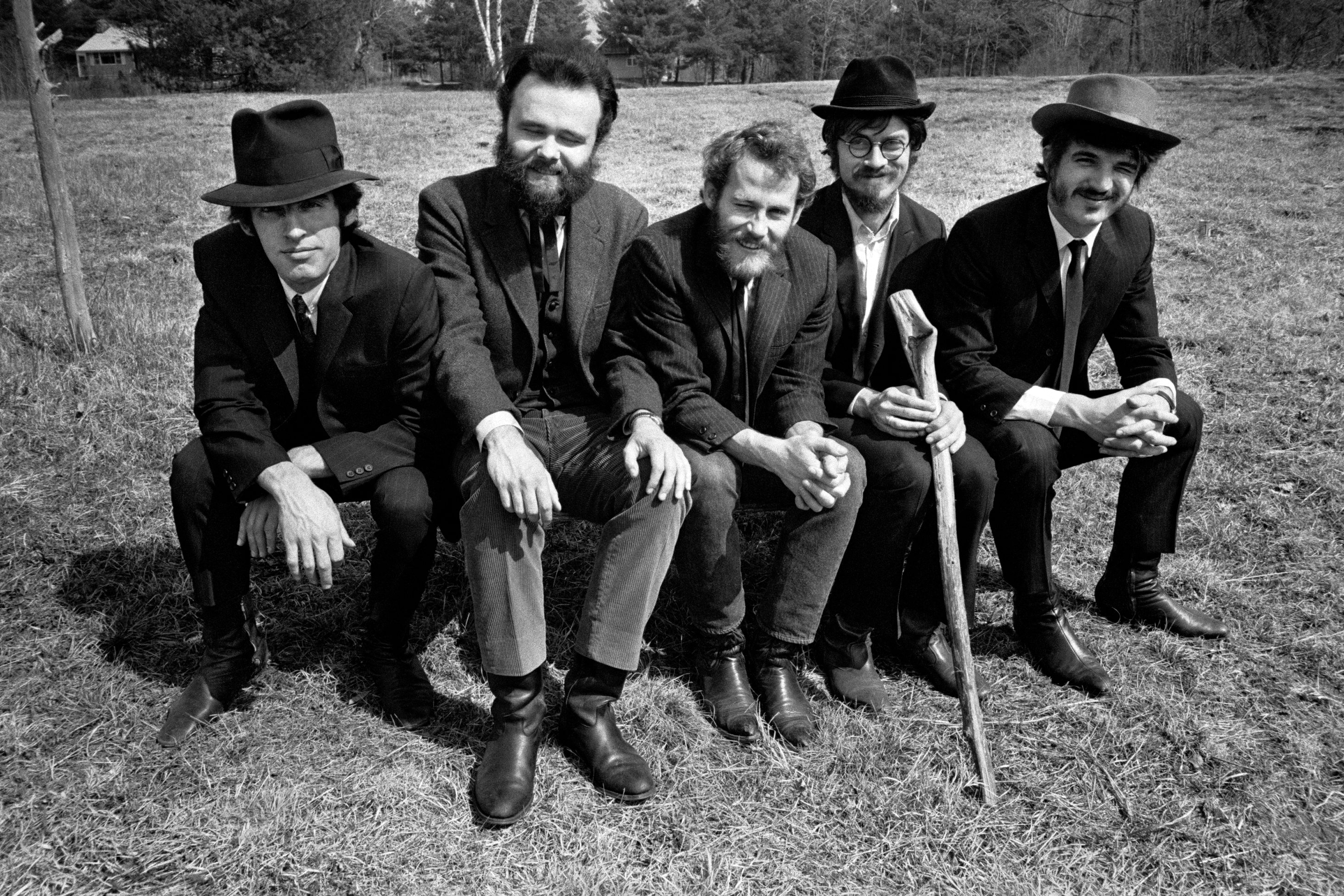
The Band em Woodstock em 1969, com Levon Helm (centro) e Robbie Robertson (segundo da direita)

Assim como seu amigo Eric Clapton, George Harrison foi inspirado por Music from Big Pink, o influente álbum de estreia do grupo the Band, a antiga banda de apoio de Bob Dylan. Lançado em julho de 1968, Music from Big Pink foi responsável, em parte, pelo retorno de Harrison à guitarra, seu primeito instrumento, depois de ter passado dois anos tentando dominar o sitar. Harrison prontamente compartilhou seu entusiasmo com a imprensa musical britânica, declarando Big Pink "o novo som vindo da América", relembrou o baterista Levon Helm, ajudando, deste modo, a estabelecer o grupo internacionalmente. Como forma de agradecimento, Robbie Robertson, guitarrista do The Band, convidou Harrison a fazer uma parada em Woodstock, quando surgisse a oportunidade.

Eu respeitava enormemente o The Band. Todos os caras no grupo cantavam e Robbie Robertson costumava se dizer sortudo, porque podia compor canções para uma voz como a de Levon [Helm]. Que atitude sábia e generosa.

George Harrison em entrevista à revista Musician, 1987
No final de 1968, depois de algumas sessões de produção em Los Angeles para um álbum solo de um artista contratado pela Apple Records chamado Jackie Lomax, Harrison passou o Dia de Ação de Graças e boa parte de dezembro no norte do estado de Nova Iorque, onde renovou sua amizade com Bob Dylan, agora semi-aposentado, e participou de jam sessions com o The Band. De acordo com Helm, eles discutiram um possível álbum de "jam caseira" com Clapton e um "rock western chamado Zachariah pela Apple Films, mas nenhum destes projetos avançou além do estágio de planejamento. As imediações bucólicas se mostraram frutíferas para Harrison como compositor, produzindo sua primeira colaboração com Dylan, "I'd Have You Anytime", e levando-o a compor "All Things Must Pass". Posteriormente, ele descreveu esta última como uma "canção no estilo Robbie Robertson–Band", e disse que sempre a imaginou cantada por Helm.

## Composição
Discutindo "All Things Must Pass" com o jornalista musical Timothy White em 1987, Harrison relembrou que seu "ponto de partida" para compor a música foi "The Weight" de Robertson – uma canção que tinha um "feeling religoso e country". Musicalmente, os versos de "All Things Must Pass" seguem uma escalada lógica no tom de Mi; os refrões breves formam um desvio disso, com sua inclusão de um acorde de Si menor ao invés do maior. O autor Ian Inglis observa que a composição incorpora os mesmos modos, cadências e suspensões encontradas em canções do The Band como "The Weight" e "The Night They Drove Old Dixie Down".

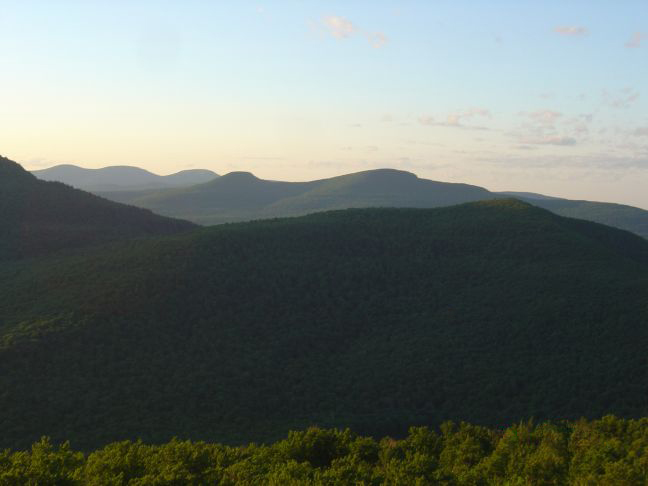
As Montanhas Catskill no norte de Nova Iorque – paisagem que inspirou a música do The Band e a canção "All Things Must Pass" de Harrison

Para a letra, Harrison inspirou-se em "All Things Pass", um poema de Timothy Leary publicado no livro Psychedelic Prayers after the Tao Te Ching (1960). Em sua autobiografia I, Me, Mine (1980), Harrison refere-se à ideia para a canção se originando de "diversos místicos e ex-místicos", incluindo Leary. Assim como composições posteriores de Harrison, tais quais "Here Comes the Sun", "So Sad" e "Blow Away", o conteúdo lírico e emocional baseia-se em metáforas envolvendo o clima e o ciclo da natureza. Harrison afirma nas primeiras palavras do primeiro verso: "O amanhecer não dura toda a manhã / Um aguaceiro não dura o dia inteiro".
De acordo com Simon Leng, biógrafo de Harrison, a letra reflete "o caráter efêmero da vida" e a natureza "transitória" do amor. Inglis sugere que a canção é "aparentemente" sobre "o fim de uma relação amorosa". Ele e o teólogo Dale Allison observam o otimismo oferecido nas palavras de Harrison, já que, como Leng coloca, "um novo dia sempre alvorece." Embora "All Things Must Pass" evite a religiosidade, Allison escreve que sua afirmação sobre a transitoriedade "universal" das coisas no mundo material explica porque tanto do álbum All Things Must Pass "encontra esperança e sentido apenas em Deus, que não se extingue". A mensagem principal da canção é oferecida em sua ponte:
Todas as coisas passam 
 Nenhum dos fios da vida pode durar 
 Então devo seguir meu caminho 
 E outro dia enfrentarOriginal (em inglês): All things must pass 
 None of life's strings can last 
 So I must be on my way 
 And face another day (em inglês)
Em última análise, o ciclo da natureza oferece "consolação", escreve Leng, como evidenciado no terceiro verso "Agora a escuridão só fica à noite" e " A luz do dia é boa em chegar na hora certa".
A letra sofreu pequenas mudanças depois de Harrison apresentá-la aos Beatles em janeiro de 1969, quando começaram a trabalhar no Twickenham Film Studios, em Londres, para o projeto Get Back (lançado como o álbum Let It Be e o filme de mesmo nome). Inicialmente, ele havia escrito a segunda linha do segundo verso de maneira mais literal: "Um vento pode soprar aquelas nuvens para longe", mas mas gravações bootleg das sessões revelam John Lennon sugerindo a palavra "mente" para introduzir um pouco de "psicodelia" na canção. Da mesma forma, a linha repetida "nem sempre vai ser tão cinza assim", originalmente, era "nem sempre foi tão cinza assim" no primeiro e no segundo verso.

## Histórico de gravação pré-All Things Must Pass

### Ensaios paraGet Backdos Beatles
Diferentemente da igualdade criativa da qual gozou com Dylan e o The Band em Woodstock, Harrison voltou aos Beatles e encontrou a mesma atmosfera discordante que havia afligido as sessões do Álbum Branco em 1968. Logo no início dos ensaios de Get Back – e, notadamente, observa o jornalista musical John Harris, antes da chegada naquele dia de Lennon e sua parceira Yoko Ono – Harrison falou com entusiasmo a Ringo Starr e Paul McCartney sobre a camaradagem e a filosofia do The Band: "Eles estão só vivendo e, por acaso, acontece de serem também uma banda."

Voltei à Inglaterra para o Natal e, daí [...] íamos começar na coisa que se transformou no Let It Be. E, logo de cara, novamente, foi um astral estranho. Sabe, eu vi que estava começando a ser capaz de gostar de ser um músico, mas no momento que voltei aos Beatles foi simplesmente difícil demais.

Harrison em entrevista à revista Crawdaddy!, 1977
Em 2 de janeiro, o primeiro dia da filmagem em Twickenham, Harrison introduziu "All Things Must Pass", e daí a banda trabalhou na canção intermitentemente durante os próximos quatro dias de filmagem. Em busca de um arranjo musical apropriado, Harrison enfatizou sua preferência por um "feel" semelhante ao do The Band, uma sugestão que resultou em Lennon trocando a guitarra pelo órgão Lowrey, um teclado preferido por Garth Hudson, do The Band. Durante os ensaios em Twickenham, os Beatles também discutiram a ideia de Harrison tocar "All Things Must Pass" sozinho para inclusão no filme proposto.
Eles voltaram brevemente à canção no fim de janeiro, depois do projeto haver se mudado para o Apple Studio, no centro de Londres – uma das condições de Harrison para voltar aos Beatles depois de sua saída temporária em 10 de janeiro. Embora a banda tivesse dedicado uma quantidade razoável de tempo a "All Things Must Pass", no final, ela foi colocada de lado, assim como outras composições de Harrison, incluindo "Old Brown Shoe", "Isn't It a Pity", "Let It Down" e "I Me Mine" foram recebidas tepidamente, especialmente por Lennon. David Fricke da Rolling Stone referiu-se a este período como uma "luta" de Harrison "contra as restrições condescendentes de composição dentro e para os Beatles". Doug Sulpy e Ray Schweighardt, autores de Get Back: The Unauthorized Chronicle of The Beatles' Let It Be Disaster, observam que Lennon e McCartney rejeitavam constatemente as canções de Harrison, "muito embora algumas fossem muito melhores que as deles".
Os Beatles nunca formalmente gravaram "All Things Must Pass", e apenas versões de ensaio circulam em compilações bootleg das sessões. O disco bônus Fly on the Wall que acompanha o álbum Let It Be... Naked (2003) inclui um trecho dos Beatles cantando o refrão da música ao estilo do The Band.

### Fita demo de Harrison
Durante a sessão de 28 de janeiro no estúdio Apple, Harrison conversou com Lennon e Ono sobre a possibilidade de fazer um álbum solo de suas canções que não haviam sido utilizadas, para "preservar mais isto, a parte dos Beatles". Lennon apoiou a ideia. Embora o autor Bruce Spizer tenha sugerido que Lennon estivesse interessado em "poupar" a banda de ter de trabalhar nas canções de Harrison, Sulpy e Schweighardt consideraram que o entusiasmo de Lennon se dava porque um projeto solo nestes moldes permitiria que ele e Ono continuassem suas próprias atividades de gravação "sem causar atrito dentro dos Beatles".
Em 25 de fevereiro de 1969, seu aniversário de 26 anos, Harrison entrou no sozinho nos estúdios Abbey Road e gravou uma fita demo da canção, junto com outras composições recentes suas, "Old Brown Shoe" e "Something". Com Ken Scott servindo como engenheiro de som, ele gravou duas versões de "All Things Must Pass", adicionando uma guitarra elétrica extra na segunda. Esta versão foi eventualmente lançada em 1996 na coleção de outtakes Anthology 3.

### Versão de Billy Preston
Logo depois que Harrison começou a falar publicamente sobre fazer um álbum solo, durante os últimos meses de 1969, ele ofereceu "All Things Must Pass", junto com "My Sweet Lord", a Billy Preston para o álbum Encouraging Words deste. Através do convite de Harrison, Preston tocou teclado para os Beatles assim que as sessões do projeto Get Back/Let It Be foram retomadas no Apple Studio, onde o texano de 22 anos impressionara com sua habilidade musical elevada e sua presença convival. Logo foi oferecido a Preston o contrato de gravação com a Apple Records, sendo Encouraging Words o segundo álbum deste contrato.
Co-produzido por Harrison, a leitura que Preston faz de "All Things Must Pass" evidencia uma dívida clara a seu antigo mentor, Ray Charles. Embora a gravação posterior de Harrison seja, via de regra, vista como a versão definitiva, Bruce Eder do sítio AllMusic considera esta como a interpretação superior entre as duas. A versão de Preston apareceu em setembro de 1970, cinco meses depois da separação dos Beatles.

## Gravação deAll Things Must Pass
Ao mesmo tempo que terminava sua produção no lançamento de Preston, Harrison escolheu ele próprio gravar a canção para o que se tornaria a faixa-título de seu primeiro trabalho solo pós-Beatles, o álbum triplo All Things Must Pass. Descrevendo "All Things Must Pass" como um "hino pungente sobre a mortalidade de tudo", o autor Elliot Huntley ressalta a angústia existente na versão de Harrison, oriunda da morte de sua mãe em julho de 1970 depois de um longo período de doença.
Com Phil Spector como seu co-produtor, Harrison gravou a faixa básica nos Abbey Road Studios entre 26 de maio e o início de junho. Entre outros participantes estavam Clapton, o baixista alemão Klaus Voormann e Starr, este último outro fã confesso do The Band. Leng credita a parte de piano da canção a Bobby Whitlock, que também cantou vocais de apoio com Clapton, seu futuro companheiro de banda na Derek and the Dominos. Em sua biografia, Whitlock afirma que foi Preston quem tocou piano em "All Things Must Pass", enquanto que sua contribuição foi a de tocar o harmônio. Embora Leng liste tanto Harrison quanto Clapton como havendo tocado violão e Starr e Jim Gordon como havendo tocado bateria, de acordo com a ficha técnica que Whitelock fornece, nem Clapton nem Gordon tocaram na canção. Entre os overdubs na faixa, o músico de sessão Pete Drake gravou uma parte de pedal steel guitar durante uma rápida visita a Londres, para tomar parte em sessões das músicas de Harrison como "Behind That Locked Door" e "I Live for You".

Eu tocava [a canção] para eles e eles diziam: "Uau, isso aí! Ótima canção!" E eu dizia: "Sério? Você gosta mesmo?" Percebi que ela estava ok.

Harrison discutindo a recepção que suas composições receberam durante as sessões do ábum
O comportamento errático de Spector durante as sessões de All Things Must Pass fez com que Harrison tivesse de lidar sozinho com o projeto, mas em agosto de 1970, depois de receber uma fita das mixagens iniciais feitas por Harrison das canções, Spector deu-lhe orientações e comentários escritos. Acerca de "All Things Must Pass", Spector escreveu: "Esta canção em especial é tão boa que, no que me diz respeito, qualquer performance [vocal] honesta sua é aceitável", mas manifestou sua oposição aos instrumentos de sopro no início da faixa. Nas palavras dos autores Chip Madinger e Mark Easter, "mentes mais frias prevaleceram" e as partes de sopro de Jim Price e Bobby Keys foram mantidas.
A gravação começa com acordes de piano "invariavelmente constantes", escreve Inglis, e aquilo que Leng chama de uma "sensível" orquestração de cordas feita por John Barham, logo acompanhada pelos instrumentos de sopro e a pedal steel guitar de Drake. Leng destaca esta combinação como fornecendo à canção seus ânimos ascendentes e descendentes, sugerindo, alternativamente, luz e escuridão; Inglis escreve sobre como o arranjo musical espelha as "impressões opostas" de esperança e melancolia encontradas na letras de Harrison. Fiel às suas raízes de Catskill, a gravação evoca a canção "The Weight", do The Band e o álbum epônimo do grupo, The Band, cujas faixas foram, da mesma forma, inspiradas pela "beleza daquele outono em Woodstock", de acordo com Helm.

## Lançamento e arte do álbum
Quase dois anos após Harrison ter composto a canção, "All Things Must Pass" foi lançada em novembro de 1970, fechando o terceiro lado do álbum triplo em seu formato original de LP. Apesar do preço elevado, All Things Must Pass foi um sucesos de vendas, superando com folga as vendas dos lançamentos solo de Lennon e McCartney.
O título da canção sempre foi visto como uma declaração acerca do fim dos Beatles, já que os comentadores viram o álbum como a liberação de Harrison das amarras artísticas impostas a ele dentro da banda. A capa do álbum, mostrando Harrison sentado no gramado de sua propriedade em Friar Park cercado por quatro anões de jardim - vistos como representando os Beatles - também foi vista como refletindo este tema. Comentando que "All Things Must Pass" havia "acumulado novas camadas de relevância" durante a criação do álbum, especialmente com a morte da mãe de Harrison, o ex-editor da revista Mojo Paul Du Noyer escreveu: "ninguém em novembro de 1970 poderia ter se equivocado sobre o significado do título [...] Como se para consolidar a associação de ideias, a capa sarcástica mostra George em solitário esplendor, cercado por um quarteto de gnomos." Num entrevista de 2001, o fotógrafo Barry Feinstein admitiu que as palavras "All Things Must Pass" haviam inspirado a configuração da foto, dizendo: "O que mais poderia ser? [...] Os Beatles haviam acabado, certo? E aquele título [...] Muito simbólico."

## Recepção e legado
Na época do lançamento, Ben Gerson da Rolling Stone descreveu "All Things Must Pass" como "eloquentemente esperançoso e resignado" e, ao mesmo tempo, rotulou o álbum como "a música de cumes de montanhas e vastos horizontes". Nicholas Schaffner, autor do livro Beatles Forever, observou em 1977, sobre a dominância comercial e crítica de Harrison em relação a seus antigos companheiros de banda após o fim desta: "O próprio fato de os Beatles terem mantido em segredo os talentos florescentes de George provou ser a arma secreta dele." Schaffner indicou "All Things Must Pass" e "Beware of Darkness" como as duas canções "mais eloquentes" em All Things Must Pass, "tanto em matéria de música quanto de letra", com "melodias misteriosas e sedutoras, sobre a qual pairam cordas e sopros esmaecidos como névoa de Blue Jay Way".
Escrevendo para a Rolling Stone em 2000, Anthony DeCurtis elogiou a canção por sua demonstração musical das "doces satisfações da fé". Num álbum triplo onde "quase toda canção é excelente", o AllMusic seleciona "All Things Must Pass" como uma de cinco faixas excepcionais (ou faixas escolhida do AMG), com Richie Unterberger escrevendo sobre seu tema outonal: "É o tipo de música que se encaixa no temperamento de novembro, quando as árvores se despojam de suas folhas, os dias ficam menores e mais frios, e você tem de se resignar sabendo que, nestes aspectos, vai ficar cada vez pior durante meses, sabendo ainda que estas dificuldades vão passar quando a primavera chegar." Em seu livro sobre Harrison, cujo subtítulo é Uma Biografia Espiritual (no original, A Spiritual Biography), Gary Tillery se refere à canção como "magistral" e "uma faixa título majestosa" que "deixa até o ouvinte mais superficial contemplativo". Michael Gallucci do sítio Ultimate Classic Rock coloca "All Things Must Pass" no terceiro lugar da sua lista de melhores canções solo de Harrison (atrás dos singles de sucesso de All Things Must Pass: "My Sweet Lord" e "What Is Life") e comenta: "A faixa título do álbum adquire mais pungência depois da morte de Harrison [em 2001], mas ela sempre foi ótima." Da mesma forma, Chris Ingham, escrevendo para a editora Rough Guides, descreve a canção como uma "obra penosa de significativa presciência que parece adquirir mais pungência a cada ano que passa".
Entre os biógrafos de Harrison, Simon Leng considera "All Things Must Pass" um "clássico da ambiguidade lírica de Harrison, em essência uma canção esperançosa, sem soar como tal", com uma letra que "se aproxima do nível de Bob Dylan". Ian Inglis também elogia a letra, escrevendo: "a canção contém algumas das palavras mais perspicazes e pensativo. 'A luz do dia é boa em chegar na hora certa' é um ótimo exemplo de sua [...] habilidade em posicionar o profundo dentro do cotidiano." Elliot Huntley classifica-a como uma das canções "mais belas" de Harrison, "se não a melhor", e sugere que os sentimentos por trás de "All Things Must Pass" teriam sido uma "conclusão adequada" para o último álbum gravado pelos Beatles, Abbey Road (1969).
Da mesma forma, Bruce Spizer avalia "All Things Must Pass" como um ponto alto da carreira de Harrison, enquanto Leng a considera "talvez a maior composição solo de um Beatle". Em seu livro Revolution in the Head, Ian MacDonald descreve "All Things Must Pass" como "a canção mais sábia jamais gravada pelos Beatles". Em 2009, o jornal britânico The Guardian incluiu a faixa em sua lista das "1000 Canções que Todos Devem Ouvir".

## Performance e lançamentos posteriores
"All Things Must Pass" não era uma faixa que Harrison já havia tocado ao vivo, embora ela tivesse aparecido em 1971 no set list preliminar dos shows do Concerto para Bangladesh. Ele tocou a canção ao vivo duas vezes na TV durante os últimos dias de sua vida, começando com sua participação no programa  Hard Rock Live do canal VH1 acompanhado de Ravi Shankar, filmada em Nova Iorque em 14 de maio de 1997. A dupla foram ao show para promover sua então-recente colaboração, Chants of India, mas a pedido do apresentador John Fugelsang, Harrison aceitou um violão e tocou uma versão curta de "All Things Must Pass". No final de 2000, Harrison cantou "All Things Must Pass" sentado novamente num banco no gramado principal de Friar Park, uma performance que foi incluída no press kit do relançamento dos 30 anos de All Things Must Pass no início do ano seguinte.
Coincidindo com este relançamento em 2001, a canção apareceu num single promocional como o lado B de "My Sweet Lord". Depois de ser omitida da seleção "superficial" de faixas do período de 1970-75 em The Best of George Harrison (1976), Inglis escreve, a canção apareceu na compilação Let It Roll (2009), que abrangeu toda a carreira de Harrison.
No documentário George Harrison: Living in the Material World (2011), dirigido por Martin Scorsese, "All Things Must Pass" é a primeira música a tocar no filme, reproduzida enquanto mostram-se imagens de ataques aéreos alemães sobre a Grã-Bretanha durante a Segunda Guerra Mundial. Em novembro daquele ano, uma fita demo da canção — gravada em 1970, na qual tocavam apenas Harrison, Starr e Voormann — apareceu na edição de luxo do CD que acompanhou o lançamento britânico do DVD do filme; este CD foi, posteriormente, lançado mundialmente em maio de 2012 sob o título Early Takes: Volume 1.

## Versõescover
Steve Wood e Daniel May compuseram música para o documentário Everest (1998) incorporando melodias de algumas das canções de George Harrison, uma das quais foi "All Things Must Pass".
No Concert for George, o show tributo a Harrison, realizado no Royal Albert Hall em Londres no dia 29 de novembro de 2002, Paul McCartney cantou "All Things Must Pass", acompanhado de uma banda grande composta por Preston, Clapton, Voormann e Starr. Leng observa a ironia em McCartney tocar a música, enquanto o biógrafo dos Beatles Peter Doggett comenta: "não era difícil de imaginar o cinismo de Harrison enquanto McCartney liderava a banda numa versão emotiva de 'All Things Must Pass' – uma das canções que os outros Beatles haviam se recusado a levar a sério em janeiro de 1969." De acordo com Clapton, o autor Robert Rodriguez escreve, McCartney "mostrou deferência ao ter de reaprendê-la".
Diversos outros artistas gravaram "All Things Must Pass" nos anos após a morte de Harrison. Em 2003, Bobby Whitlock e sua esposa, CoCo Carmel, incluíram a canção em seu álbum ao vivo Other Assorted Love Songs, Live from Whitney Chapel. O guitarrista de jazz Joel Harrison gravou uma versão de "All Things Must Pass" para seu álbum Harrison on Harrison: Jazz Explanations of George Harrison, lançado em Outubro de 2005. Em 2007, uma versão ao vivo do grupo the Waterboys apareceu no single "Everybody Takes a Tumble", e, no ano seguinte, Sloan Wainwright incluiu uma versão da canção em seu álbum Rediscovery.
"All Things Must Pass" esteve entre as composições de Harrison gravadas por Jim James em seu EP intitulado Tribute To, gravado em dezembro de 2001, porém lançado somente em agosto de 2009. Também em 2009, Klaus Voormann lançou uma versão em seu álbum solo A Sideman's Journey, com Yusuf Islam nos vocais e violão.

## Ficha técnica
Acredita-se que os músicos que tocaram na versão de Harrison da música em All Things Must Pass sejam:
- George Harrison – vocais, violão, vocais de apoio
- Eric Clapton – violão, vocais de apoio
- Pete Drake – pedal steel guitar
- Billy Preston – piano[87]
- Bobby Whitlock – harmônio,[84] vocais de apoio
- Klaus Voormann – baixo
- Ringo Starr – bateria, tambomrim
- Jim Gordon – bateria
- Bobby Keys – saxofone
- Jim Price – trompete, trombone,[87] arranjo de trompa
- John Barham – arranjo de cordas